# Cantonul Caumont-l'Éventé
Cantonul Caumont-l'Éventé este un canton din arondismentul Bayeux, departamentul Calvados, regiunea Basse-Normandie, Franța.

## Comune
| Comune                  | Populație (1999) | Cod poștal | Cod INSEE |
| ----------------------- | ---------------- | ---------- | --------- |
| Anctoville              | ...              | 14240      | 14011     |
| Caumont-l'Éventé        | ...              | 14240      | 14143     |
| Cormolain               | ...              | 14240      | 14182     |
| Foulognes               | ...              | 14240      | 14282     |
| Hottot-les-Bagues       | ...              | 14250      | 14336     |
| La Lande-sur-Drôme      | ...              | 14240      | 14350     |
| Livry                   | ...              | 14240      | 14372     |
| Longraye                | ...              | 14250      | 14376     |
| Saint-Germain-d'Ectot   | ...              | 14240      | 14581     |
| Sainte-Honorine-de-Ducy | ...              | 14240      | 14590     |
| Sallen                  | ...              | 14240      | 14664     |
| Sept-Vents              | ...              | 14240      | 14672     |
| Torteval-Quesnay        | ...              | 14240      | 14695     |
| La Vacquerie            | ...              | 14240      | 14722     |